# ژرژ برته
ژرژ برته (فرانسوی: Georges Berthet‎; ۱۸ سپتامبر ۱۹۰۳ – ۱۴ اوت ۱۹۷۹) اسکی‌باز و قایقران روئینگ اهل فرانسه بود.